# Tanteo de Potrillos
El Clásico Tanteo de Potrillos es una carrera de la hípica chilena de Grupo I, disputada anualmente en el Hipódromo Chile. Se disputa en la última semana del mes de junio, poniendo fin al proceso dos años y a la vez coronando al mejor macho de dicha condición en el Hipódromo Chile. Además, desde el 26 de junio del 2021, es el puntapié inicial de la Cuádruple Corona del Chile.
El año 2020 producto de la Pandemia Por Coronavirus  y la posterior suspensión de la actividad hípica, esta prueba fue programada por el Hipódromo Chile y por ese motivo se disputó.

## Récords
Récord de la distancia: 
- Soqui (2024) con 1.30.02

Jinete con más triunfos
- 5 - Gonzalo Ulloa (2005, 2008, 2009, 2014, 2015)

Preparador con más triunfos
- 5 - Patricio Baeza A. (1992, 1997, 2001, 2005, 2016)

Criador con más triunfos
- 4 - Haras Santa Olga (1992, 1997, 2005, 2009)

## Ganadores del Clásico Tanteo de Potrillos
Los siguientes son  los ganadores del clásico Tanteo de Potrillos desde 1990.
| Año  | Caballo             | Jinete             | Preparador           | Stud                 | Haras           | Tiempo   |
| ---- | ------------------- | ------------------ | -------------------- | -------------------- | --------------- | -------- |
| 1990 | Memo                | Danilo Salinas     | Guillermo Aguirre A. | Panter               | Mocito Guapo    | 1.29.4/5 |
| 1991 | Assuan              | Danilo Salinas     | Francisco Castro C.  | A.J.Q.               | Trafalgar Ltda. | 1.30.0   |
| 1992 | L’Express           | Patricio Rivera    | Patricio Baeza A.    | Itaca                | Santa Olga      | 1.29.3/5 |
| 1993 | Cap Horn            | Pedro Cerón        | Guillermo Aguirre A. | Fe Grande            | Oromo           | 1.30.3/5 |
| 1994 | Nubarrero           | Gustavo Barrera    | Luis Urbina H.       | Cannibal             | Villa Rosa      | 1.29.1/5 |
| 1995 | Auguri              | Patricio Rivera    | Juan Cavieres A.     | Caserta              | El Sheik        | 1.28.2/5 |
| 1996 | Malek               | Anyelo Rivera      | Alfredo Bagú R.      | Caserta              | Mocito Guapo    | 1.29.4/5 |
| 1997 | Puerto Madero       | Luis Torres        | Patricio Baeza A.    | Tute                 | Santa Olga      | 1.32.3/5 |
| 1998 | Gorojalclamaig      | Pedro Santos       | Gabriel Melej R.     | Hucla                | Santa Isabel    | 1.29.3/5 |
| 1999 | Warley              | Luis González      | Rodrigo López B.     | Yodatt               | Trafalgar Ltda. | 1.30.1/5 |
| 2000 | Lido Palace         | Luis Torres        | Alfredo Bagú R.      | Milán                | L.E. Gana       | 1.28.4/5 |
| 2001 | Total Impact        | Richard Castillo   | Patricio Baeza A.    | Lukita               | Don Alberto     | 1.28.0   |
| 2002 | National Park       | Richard Castillo   | Alfredo Bagú R.      | Amerman Racing       | Trafalgar Ltda. | 1.29.0   |
| 2003 | Twingo              | Rodrigo Varas      | Francisco Castro C.  | Mallarauco           | Figurón         | 1.30.2/5 |
| 2004 | Ayalón              | David Sánchez      | Javier Conejeros A.  | Shalom               | Dadinco         | 1.32.3/5 |
| 2005 | Simpático Bribón    | Gonzalo Ulloa      | Patricio Baeza A.    | Santa Olga           | Santa Olga      | 1.30.05  |
| 2006 | Vamos Muchacho      | David Sánchez      | Claudio Saide A.     | Agrícola Santa Laura | Porta Pia       | 1.30.91  |
| 2007 | Paso Al Frente      | Anyelo Rivera      | Guillermo Peralta P. | Barabaraba           | La Compañía     | 1.30.91  |
| 2008 | Montignac           | Gonzalo Ulloa      | Alfredo Bagú R.      | Leclipse             | Carioca         | 1.29.18  |
| 2009 | Arranca El Sol      | Gonzalo Ulloa      | Juan P. Baeza J.     | Burlesco             | Santa Olga      | 1.30.99  |
| 2010 | Ascot Prince        | Héctor I. Berríos  | Juan P. Baeza J.     | Haras Jockey         | Jockey          | 1.30.28  |
| 2011 | Il Veneziano        | Guillermo Pontigo  | Eugenio Switt V.     | Dos E                | De Pirque       | 1.29.91  |
| 2012 | McQueen             | Víctor Miranda     | Juan C. Pichara J.   | Mascato              | Santa Isabel    | 1.31.47  |
| 2013 | El Piñón            | Freddy Inostroza   | Rodrigo López B.     | Linares              | Longaví         | 1.30.27  |
| 2014 | Southern Cat        | Gonzalo Ulloa      | Juan C. Silva S.     | Por Ti Papá          | Paso Nevado     | 1.31.27  |
| 2015 | Incentive Boy (Arg) | Gonzalo Ulloa      | Luis Urbina H.       | G.G.                 | Futuro (Arg).   | 1.32.27  |
| 2016 | Gran Carboncillo    | Guillermo Pontigo  | Patricio Baeza A.    | Hermanos Díaz        | Mocito Guapo    | 1.30.07  |
| 2017 | El Rey Brillante    | Hernán E. Ulloa    | Carlos Miranda M.    | Albino               | Sumaya          | 1.29.69  |
| 2018 | Fallen From Heaven  | Héctor I. Berríos  | Juan Belzú O.        | Anyelo Andrés        | Curiche         | 1.32.88  |
| 2019 | Coconut Bobby       | Jeremy Laprida     | Carlos Urbina H.     | Haras Convento Viejo | Convento Viejo  | 1.32.56  |
| 2020 | First Constitution  | Jorge A. González  | Cristián Urbina H.   | Xeneixe              | Don Alberto     | 1.31.27  |
| 2021 | Estacional          | Jorge F. Hernández | Juan P. Baeza J.     | Botafogo             | Convento Viejo  | 1.30.89  |
| 2022 | El Oriente          | Óscar Ulloa        | Juan P. Baeza J.     | Quinchao             | Paso Nevado     | 1.31.29  |
| 2023 | Soqui               | Gustavo Aros       | José Álvarez D.      | Don Simón            | Paso Nevado     | 1.30.02  |
| 2024 | Prende Con Agua     | Alberto Vásquez    | Miguel San Martín O. | Angélica y Francisco | Porta Pía       | 1.32.33  |
| 2025 | New Empire          | Hugo Ochoa         | Rodrigo Sánchez      | Los Tocornal         | Paso Nevado     | 1.28.56  |

- Hasta el año 2005 las centésimas del tiempo de la carrera se tomaban en quintos (5) es decir cada 10 segundos eran equivalentes a 1/5.

## Última edición
El sábado 29 de junio de 2024 se disputó una nueva versión del Tanteo de Potrillos y logró el triunfo el ejemplar New Empire, (hijo de Classic Empire), derrotando a Teao, que fue el favorito de la carrera, en tercera posición se ubicó Tremendo Macho, en cuarta posición llegó Bacán Soltero y cerró la tabla El Masacre. New Empire fue conducido por Hugo Ochoa, es preparado por Rodrigo Sánchez, pertenece al stud Los Tocornal y fue criado por el Haras Paso Nevado.